# Sukorady (okres Mladá Boleslav)
Obec Sukorady se nachází v okrese Mladá Boleslav, kraj Středočeský. Rozkládá se asi deset kilometrů východně od Mladé Boleslavi. Žije zde 387 obyvatel. Součástí obce je i vesnice Martinovice.

## Historie
První písemná zmínka o obci pochází z roku 1420.

### Územněsprávní začlenění
Dějiny územněsprávního začleňování zahrnují období od roku 1850 do současnosti. V chronologickém přehledu je uvedena územně administrativní příslušnost obce v roce, kdy ke změně došlo:
- 1850 země česká, kraj Jičín, politický i soudní okres Mladá Boleslav;[4]
- 1855 země česká, kraj Mladá Boleslav, soudní okres Mladá Boleslav;[4]
- 1868 země česká, politický i soudní okres Mladá Boleslav;[4]
- 1939 země česká, Oberlandrat Jičín, politický i soudní okres Mladá Boleslav;[5]
- 1942 země česká, Oberlandrat Praha, politický i soudní okres Mladá Boleslav;[6]
- 1945 země česká, správní i soudní okres Mladá Boleslav;[7]
- 1949 Pražský kraj, okres Mladá Boleslav;[8]
- 1960 Středočeský kraj, okres Mladá Boleslav.[9]

### Rok 1932
Ve vsi Sukorady (337 obyvatel) byly v roce 1932 evidovány tyto živnosti a obchody: cihelna, 2 hostince, kolář, kovář, obuvník, 7 rolníků, řezník, 2 obchody se smíšeným zbožím, švadlena, trafika, truhlář, 2 zámečníci.

## Pamětihodnosti
- Socha svatého Václava na návsi

## Doprava
Silniční doprava
Obcí prochází silnice I/16 Mělník - Mladá Boleslav - Sukorady - Jičín - Trutnov.
Železniční doprava
Železniční trať ani stanice na území obce nejsou. Nejblíže je železniční zastávka Dlouhá Lhota (jen pro osobní dopravu) ve vzdálenosti 1 km ležící na trati 064 mezi Mladou Boleslaví a Dolním Bousovem. Nejbližší železniční stanicí (pro veškerou dopravu) je Dolní Bousov ve vzdálenosti 8 km ležící na trati 064 z Mladé Boleslavi do Staré Paky a na trati 063 z  Bakova nad Jizerou do Dolního Bousova.
Autobusová doprava
V obci měly zastávku v červnu 2011 autobusové linky jedoucí do těchto cílů: Dětenice, Jičín, Kopidlno, Libáň, Mladá Boleslav, Sobotka.